# هيكل قمامدية
هيكل قمامدية لاعب كرة قدم تونسي، ولد بقفصة في 22 ديسمبر 1981. تكوّن في القوافل الرياضية بقفصة ولعب كمهاجم في منتخب تونس لكرة القدم وفي النادي الرياضي الصفاقسي.

## روابط خارجية
- هيكل قمامدية على موقع الاتحاد الدولي (مؤرشف)  (الإنجليزية)
- هيكل قمامدية على موقع الاتحاد الأوربي (الإنجليزية)
- هيكل قمامدية على موقع رابطة كرة القدم الفرنسية للمحترفين (الإنجليزية)
- هيكل قمامدية على موقع قاعدة بيانات كرة القدم.إي يو (الإنجليزية)
- هيكل قمامدية على موقع ليكيب (الفرنسية)
- هيكل قمامدية على موقع ناشيونال فوتبول تيمز (الإنجليزية)
- هيكل قمامدية على موقع Soccerway.com (الإنجليزية)
- هيكل قمامدية على موقع عالم كرة القدم.نت (الإنجليزية)
- هيكل قمامدية على موقع كووورة
- هيكل قمامدية على موقع أوليمبيديا (الإنجليزية)